# Grenola (Kansas)
Grenola es una ciudad ubicada en el de condado de Elk en el estado estadounidense de Kansas. En el año 2010 tenía una población de 216 habitantes y una densidad poblacional de 180 personas por km².

## Geografía
Grenola se encuentra ubicada en las coordenadas 37°20′55″N 96°27′02″O / 37.34861, -96.45056 (37.3486427, -96.4505641).

## Demografía
Según la Oficina del Censo en 2000 los ingresos medios por hogar en la localidad eran de $23,000 y los ingresos medios por familia eran $30,417. Los hombres tenían unos ingresos medios de $20,313 frente a los $16,250 para las mujeres. La renta per cápita para la localidad era de $13,068. Alrededor del 10.0% de la población estaban por debajo del umbral de pobreza.